# Ragnhild Keyser
Ragnhild Keyser (født 12. december 1889 i Kristiania ; død 12. oktober 1943 i Oslo) var en norsk billedkunstner.
Hun studerede først hos Harriet Backer og Pola Gauguin.
Fra 1924/25 studerede hun i Paris hos Fernand Léger på Académie Moderne.
I 1920'erne arbejdede Ragnhild Keyser især med kubistiske kompositioner, 'plankubisme', hvoraf Nasjonalgalleriet i Oslo har to, Stilleben med krukke, bolle og løk, ca. 1925 og Rustning, antagelig 1926.
Impulserne fra arbejdet med nonfigurativ kunst kan ses i malerier med mere naturalistiske motiver, blandt andet landskaber.
| - Kubistiske kompositioner fra midten af 1920'erne - Broen og klokken, ca. 1925 - Komposition med arkitektur og æsel. Fra Provence, ca. 1925 - Stilleben med krukke bolle og løk, ca. 1925. Nasjonalmuseet - Rustning, antagelig 1926. Nasjonalmuseet |

| - Landskabsmalerier - Middelhavslandskab med huse, 1920 - Fransk landskab. Fra Provence 1923-1925 - Kubistisk landskab - Landskab med huse |